# Vittorino da Feltre

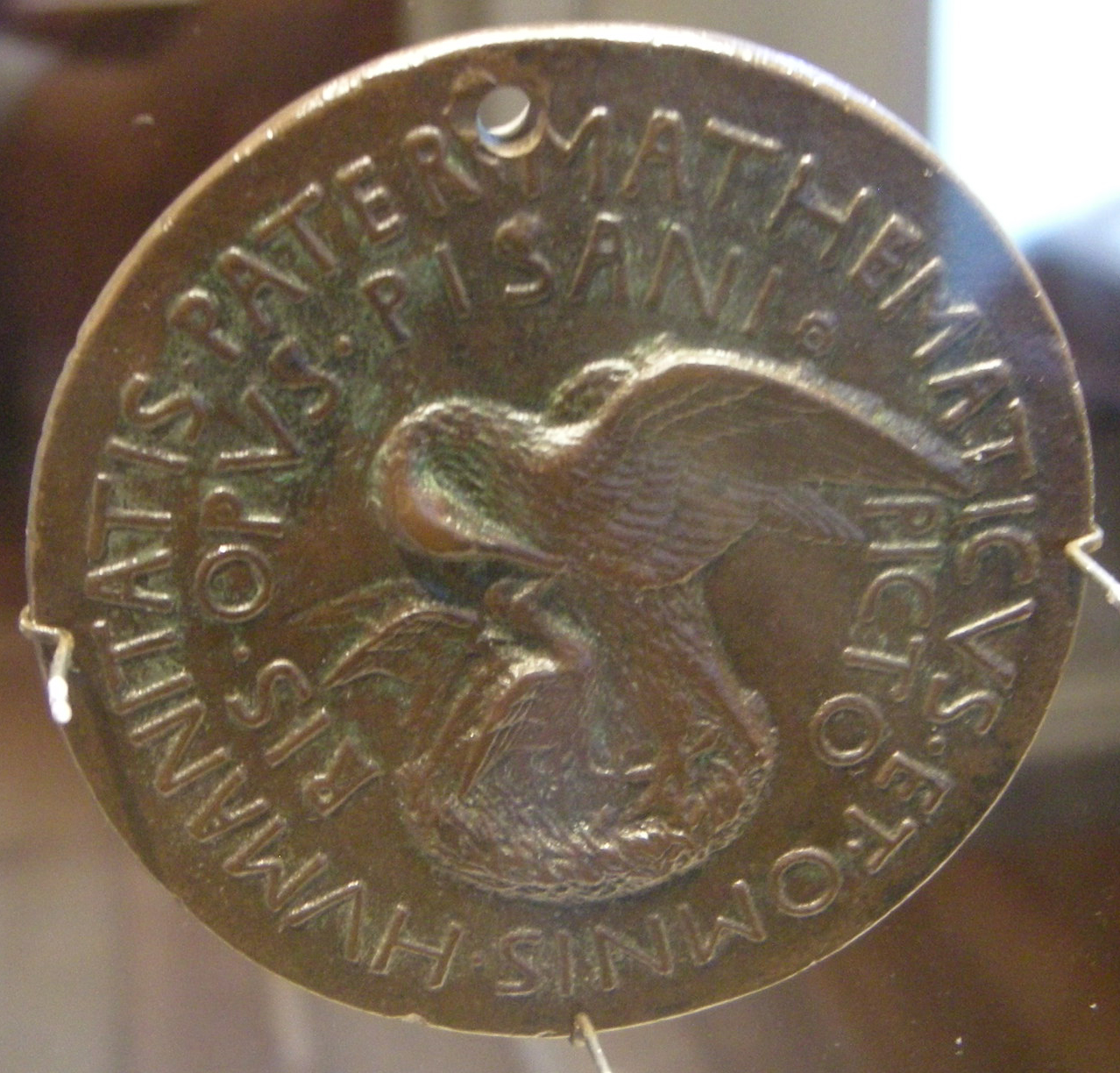
Vittorino da Feltre

Vittorino da Feltre (ur. około 1378 lub, co mniej prawdopodobne, 1373 w Feltre – zm. 2 lutego 1446 w Mantui), włoski humanista i nauczyciel. Jego prawdziwe imię brzmiało Vittorino Ramboldini.

## Do założenia szkoły w Mantui
Syn Bruta Ramboldiniego, notariusza, ale znany raczej pod wziętym od miejsca narodzin imieniem da Feltre. W 1396 wstąpił na uniwersytet w Padwie, gdzie uczęszczał na wykłady Gasparina da Barizza i Giovanniego da Ravenna z gramatyki i literatury łacińskiej; studiował też filozofię i być może teologię. Jako student utrzymywał się z korepetycji. Po uzyskaniu doktoratu studiował matematykę u Pelcaniego da Parma, służąc czasowo jako famulus w gospodarstwie domowym profesora. Wkrótce sława Vittorina jako nauczyciela matematyki przerosła sławę mistrza. Spędził też osiemnaście miesięcy studiując grekę u Guarina z Werony, swego kolegi z Uniwersytetu Padewskiego, najwybitniejszego wtedy nauczyciela greki w Italii. Otworzył następnie w Padwie prywatną szkołę, a w 1422, po rezygnacji Gasparina da Barizza, otrzymał katedrę retoryki w uniwersytecie. Mniej więcej po roku, rozczarowany niemoralnością panującą w mieście i niemożnością utrzymania uczniów w ryzach przeniósł się do Wenecji, gdzie ponownie zorganizował prywatną szkołę.

## Szkoła w Mantui
Tego samego roku (1423) został zaproszony przez Gianfrancesco Gonzaga, margrabiego Mantui do podjęcia nauczania jego dzieci (była wśród nich Cecylia Gonzaga, zakonnica, później jedna z najbardziej oświeconych kobiet swoich czasów). Przyjął zaproszenie, ale pod warunkiem, że będzie mógł otworzyć całą szkołę przy dworze i przyjmować też innych uczniów; jego imię kojarzy się przede wszystkim z tą właśnie szkołą, w której uczył nie tylko dzieci margrabiego i potężnych rodów, ale też potomków ubogich rodów, traktując je wszystkie w jednaki sposób. Uczył nie tylko przedmiotów humanistycznych, ale też kładł duży nacisk na edukację religijną i fizyczną.
Szkoła przejęła willę stanowiącą przedtem dom wypoczynkowy Gonzagów – Vittorino planował przekształcić ją w idealną szkołę (nawiązując przy tym do ducha platonizmu, zob. też miasto idealne). Ze względu na urokliwe otoczenie i panującą wewnątrz atmosferę, dom nazywano Casa Giocosa (Domem Radości). Wszyscy nauczyciele mieszkali w obrębie szkoły, a Vittorino próbował uprzyjemnić ją i umilić, jakby była ona domem rodzinnym. Nauki w niej dawane były nowego, humanistycznego typu, ale zachowywały pełnię chrześcijańskiego charakteru i ducha. Uczono tam w typowy dla renesansu rozległego zestawu przedmiotów, łacińskiej i greckiej literatury, arytmetyki, geometrii, algebry, dialektyki, etyki, astronomii, historii, muzyki i wymowy – wszystko przez najlepszych wyspecjalizowanych nauczycieli. Uczniowie odbywali też pewne formy ćwiczeń fizycznych – zgodnie z renesansowym zamiłowaniem do harmonii ciała i ducha, dostosowanych do potrzeb uczniów, ale często też do ich gustów. Były też pewne ćwiczenia ogólne, obowiązkowe niezależnie od pogody. Tak jak w każdej innej dziedzinie, Vittorino dawał im przykład, uczestnicząc samemu w ćwiczeniach poza budynkiem. Jako świecki katolik dążył też do rozwoju życia religijnego swoich wychowanków, przez ćwiczenia duchowe, modlitwę i codzienne uczestnictwo we Mszy świętej.
Wiele z jego metod jest nowatorskich, w szczególności indywidualny kontakt między nauczycielem a uczniem i przystosowanie nauczania do potrzeb i możliwości konkretnego dziecka. Był pierwszym przedstawicielem nowożytnej pedagogiki, rozwiniętej w epoce odrodzenia. Wielu spośród najwybitniejszych uczonych XV-wiecznych, m.in. Guarino da Verona, Poggio Bracciolini czy Francesco Filelfo, wysłało swoich synów na naukę do Vittorina da Feltre.
Nie pozostawił traktatów pedagogicznych – znamy jedynie jego krótki młodzieńczy traktat o ortografii łacińskiej i osiem listów. Żyje jednak jako skuteczny reformator edukacji, wychowawca Italii i współtwórca idei humanizmu – jako szlachetna postać kształtująca nowe idee człowieka wolnego, wszechstronnego i samoświadomego.

## Literatura
- C. de Rosmini, Idea dell'ottimo precettore nella vita e disciplina di V. da Feltre e de' suoi discepoli, Bassano 1801, Feltre 1911
- Bibliothek der kath. Pädagogik, VII, Freiburg 1894, 101-125; –
- G. B. Gerini, Gli scrittori pedagogici italiani del sec. XV, Turin 1896, 42-73
- W. H. Woodwart, V. da F. and other Humanist educators, Cambridge 1897
- V. Benetti-Brunelli, Le origini italiane della scuola umanistica, Mailand 1919, 433-461
- R. Sabbadini, Gli errori di un libro recente su V. da F., Nota, in: Rendic. del R. Istituto Lombardo di scienze e lettere, 2a serie, 57 (1924), 286-290
- L'«ortografia latina» di V. da F. e la Scuola padovana, w: Rend. della R. Accademia nazionale de' Lincei, 6a serie, 4 (1928), 209-221
- ders., V. da F., studente padovano, w: Rivista pedagogica 21 (1928), 629-633
- G. Vidari, L'educazione italiana dall'Umanesimo al Risorgimento, Rom 1930, 53-59
- V. da F., nel V centenario della sua morte, Feltre 1946
- Vittorino da Feltre, pubblicazione commemorativa del V cent. della sua morte, Brescia 1947
- E. Garin, Il pensiero pedagogico dell'Umanesimo, Firenze 1958
- Vittorino da Feltre e la sua scuola: umanesimo, pedagogia, arti. Atti del convegno di studi a conclusione delle celebrazioni del sesto centenario della nascità di Vittorio da Feltre (Venezia, Feltre, Mantova, 9-11 novembre 1979), red. N. Giannetto, Firenze 1981